# Jiří Šlégr
Jiří Šlégr (ur. 30 maja 1971 w Igławie) – czeski hokeista, reprezentant Czech, olimpijczyk. Polityk i parlamentarzysta. Były członek Czeskiej Partii Socjaldemokratycznej, obecnie polityk partii Narodowi Socjaliści – Lewica XXI Wieku. Od 2010 poseł czeskiej Izby Poselskiej.

## Kariera klubowa
- HC Litvínov U18 (1986–1987)
- HC Litvínov (1987–1992)
- Hamilton Bulldogs (1992)
- Vancouver Canucks (1992–1995)
- Edmonton Oilers (1994–1996)
  -  Cape Breton Oilers (1995)
- Södertälje SK (1996–1997)
- HC Energie Karlowe Wary (1997)
- Pittsburgh Penguins (1997–2001)
- Atlanta Thrashers (2001–2002)
- Detroit Red Wings (2002)
- HC Litvínov (2002–2003)
  -  Awangard Omsk (2002)
- Vancouver Canucks (2003)
- Boston Bruins (2003–2004)
- HC Litvínov (2004–2005)
- Boston Bruins (2005–2006)
- HC Litvínov (2006–2007)
- EHC Biel (2007)
- HC Litvínov (2007–2011, 2012, 2013–2015)

Wychowanek wieloletni zawodnik klubu HC Litvínov. W 2010 i 2011 przerywał karierę zawodniczą, po czym wznawiał ją. W styczniu 2013 miał zostać w trybie nagłym ponownie zawodnikiem macierzystego klubu, jednak nie zdecydował się na grę. We wrześniu 2013 oficjalnie powrócił do gry w drużynie Litvínova. W lipcu 2014 przedłużył kontrakt z klubem o rok. Po zakończeniu sezonu 2014/2015, w którym drużyna Litvínova zdobyła mistrzostwo Czech, Jiří Šlégr zakończył karierę zawodniczą.

## Kariera reprezentacyjna
Na początku swojej kariery reprezentował Czechosłowacji. Następnie został reprezentantem Czech. Uczestniczył w turniejach mistrzostw świata w 1991, 1997, 2004, 2005, Canada Cup w 1991, Pucharu Świata 1996, 2004 oraz zimowych igrzysk olimpijskich 1992, 1998.

## Sukcesy
Obok Jaromíra Jágra jest jednym z dwóch Czechów wyróżnionym w grupie Triple Gold Club (tzw. Klub Potrójngo Złota), skupijącej zawodników, którzy w swojej karierze zdobyli „trzy złota” – Puchar Stanleya, mistrzostwo olimpijskie i mistrzostwo świata. 

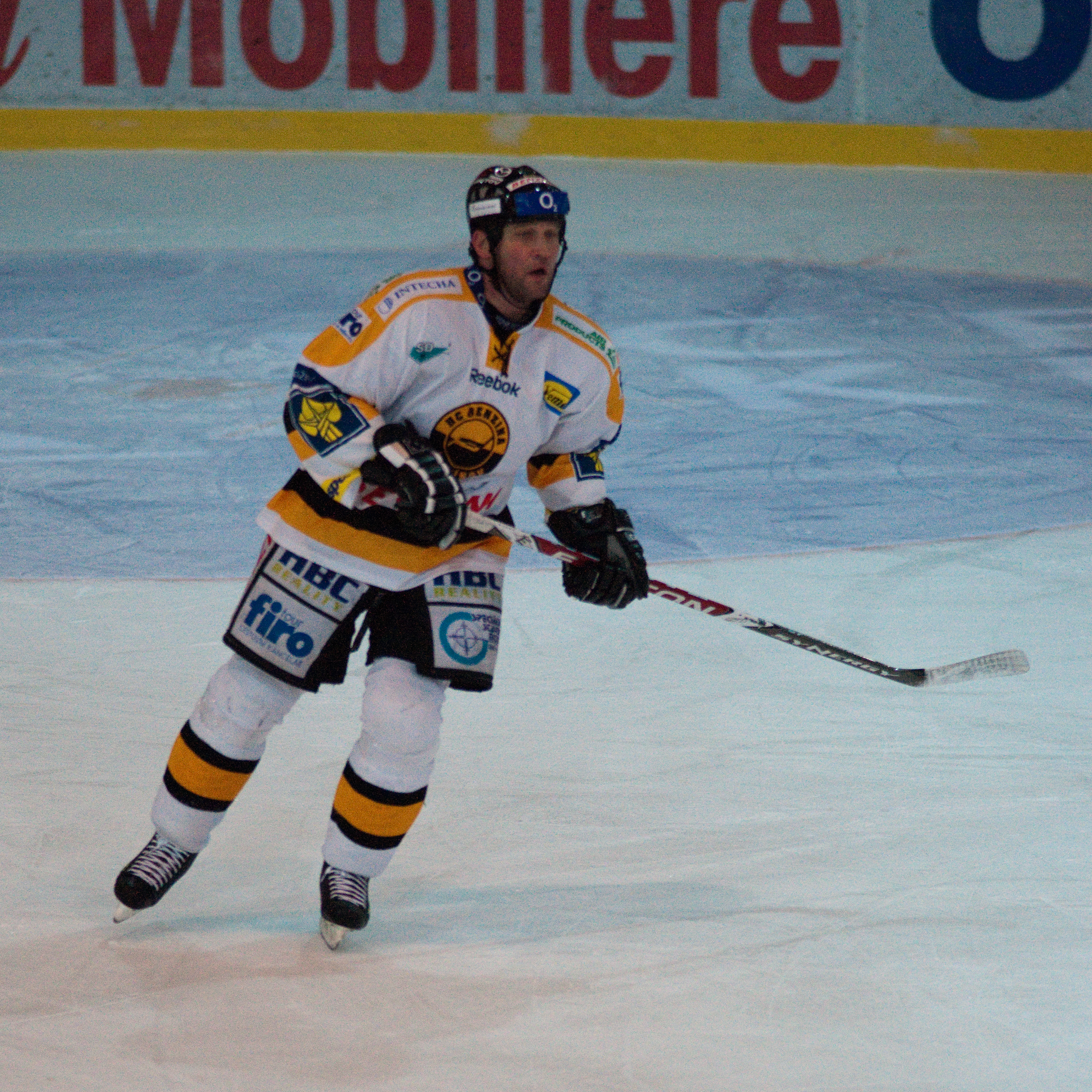
Jiří Šlégr w barwach HC Litvínov (2010)

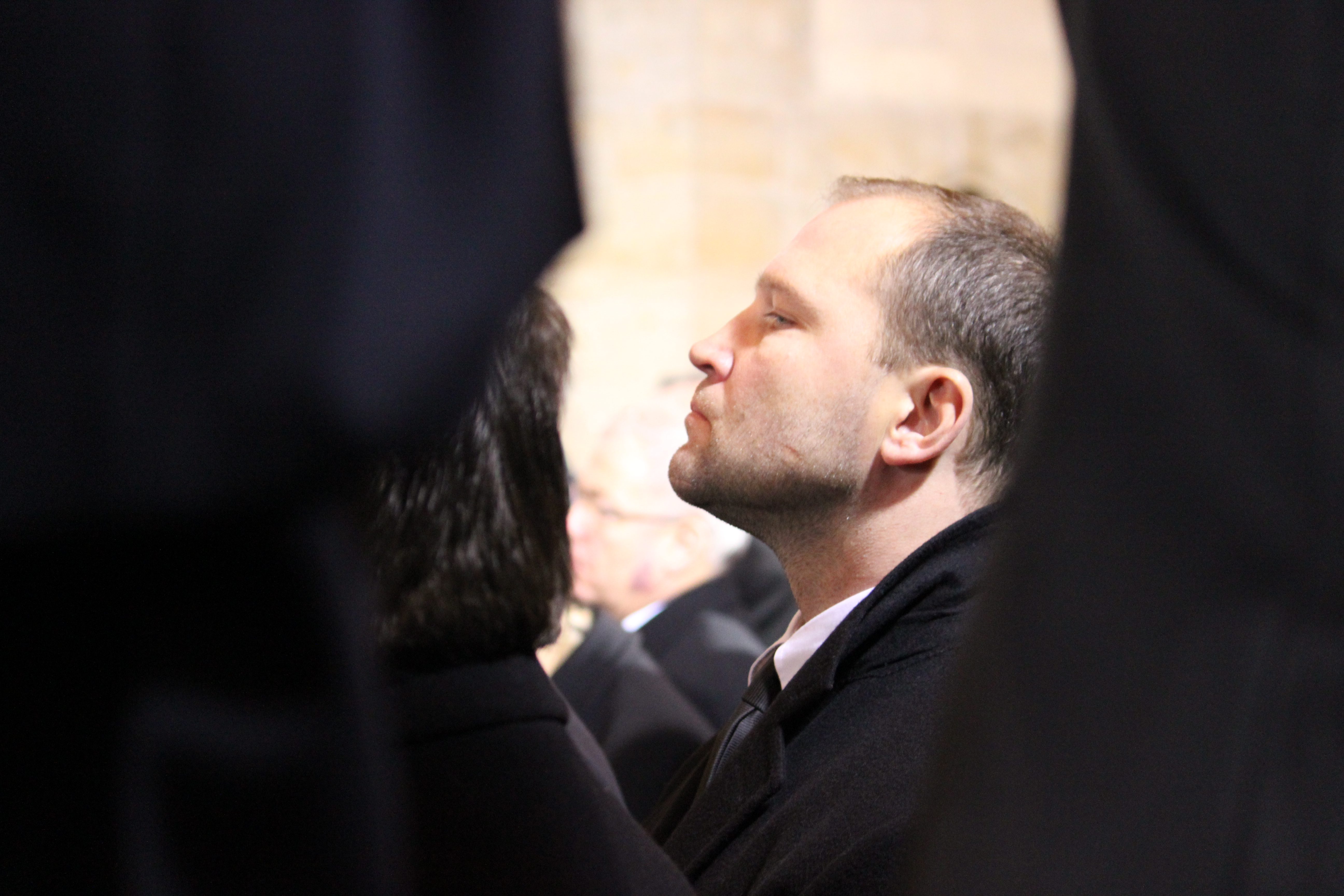
Jiří Šlégr podczas uroczystości żałobnych Václava Havla (2011)

Reprezentacyjne
- Srebrny medal mistrzostw Europy juniorów do lat 18: 1989 z Czechosłowacją
- Brązowy medal mistrzostw świata juniorów do lat 20: 1989, 1990, 1991 z Czechosłowacją
- Brązowy medal zimowych igrzysk olimpijskich: 1992 z Czechosłowacją
- Brązowy medal mistrzostw świata: 1997, 1998 z Czechami
- Złoty medal zimowych igrzysk olimpijskich: 1998 z Czechami
- Złoty medal mistrzostw świata: 2005 z Czechami

Klubowe
- Srebrny medal mistrzostw Czech: 1991 z HC Litvínov
- Mistrzostwo dywizji NHL: 1993 z Vancouver Canucks, 1998 z Pittsburgh Penguins, 2004 z Boston Bruins
- Mistrzostwo konferencji NHL: 1994 z Vancouver Canucks
- Finalista Pucharu Stanleya: 1994 z Vancouver Canucks
- Puchar Stanleya – mistrzostwo NHL 2002 z Detroit Red Wings
- Złoty medal mistrzostw Szwajcarii: 2007 z EHC Biel
- Złoty medal mistrzostw Czech: 2015 z HC Litvínov

Indywidualne
- Mistrzostwa Świata Juniorów do lat 20 w 1990:
  - Skład gwiazd turnieju
- Mistrzostwa Świata Juniorów do lat 20 w 1991:
  - Najlepszy obrońca turnieju
- Sezon ekstraligi czechosłowackiej 1990/1991:
  - Najlepszy obrońca ligi
- Ekstraliga czeska w hokeju na lodzie (2008/2009):
  - Najlepszy obrońca ligi

Wyróżnienia
- Triple Gold Club: 2005
- Galeria Sławy czeskiego hokeja na lodzie: 2019

## Kariera polityczna
Początkowo był politykiem działającym w Litvínovie. Od 2008 roku rozpoczął współpracę w Czeskiej Partii Socjaldemokratycznej. W wyborach 2010 z list partii został wybrany posłem Izby Poselskiej, izby niższej czeskiego parlamentu. W 2011 roku ówczesny prezes partii CzPS, Jiří Paroubek założył nową partię polityczną pod nazwą Narodowi Socjaliści – Lewica XXI Wieku. Partia ma dwóch przedstawicieli w czeskiej izbie parlamentu. Są nimi Paroubek i Šlégr.

## Życie prywatne
- Jego ojciec Jiří Bubla (ur. 1950) także był hokeistą.
- Był żonaty z Kateřiną[6][7]. Następnie jego partnerką została Lucie Králová, Miss Czech 2005.